# Terra Jolé
Terra Jolé Odmark (Condado de Comal, Texas, 25 de mayo de 1980) es una personalidad de televisión estadounidense más conocida por ser miembro del elenco de Little Women: LA y sus series derivadas, además de su participación en Dancing with the Stars. Mide 1,27 m, debido a enanismo acondroplásico.

## Carrera
Jolé se desempeña como productora estrella y productora ejecutiva de los programas de televisión Lifetime, Little Women: LA y Terra’s Little Family. Ambos shows comenzaron en 2014. Jolé también trabaja como productora ejecutiva de las series derivadas Little Women: ATL, Little Women: NY y Little Women: Dallas. Es miembro del Producers Guild of America.
En 2014, Jolé escribió y lanzó sus propios sencillos de música originales, «Booty Bee» e «Ima Let You Know». Jolé ha cantado en el escenario con artistas como Miley Cyrus y Cyndi Lauper.
En 2016, Jolé lanzó un álbum completo de canciones para niños titulado Penny's Playlist. El proyecto estaba dedicado a su hija.
Jolé lanzó MiniMama.com, un sitio web que presenta contenido original para madres y niños.
El 30 de agosto de 2016, Jolé fue anunciada como una de las celebridades que competirían en la temporada 23 de Dancing with the Stars. Fue emparejada con el bailarín profesional Sasha Farber. La pareja fue eliminada en la semifinal de la competencia, después de recibir dos puntajes perfectos, terminando en el quinto puesto.

## Vida personal
Jolé reside en Los Ángeles, California, y está casada con su compañero en Little Women: LA, Joe Gnoffo, que también es enano.
En marzo de 2015, la pareja tuvo una hija llamada Penelope Charlevoix Gnoffo. En agosto de 2016, nació su hijo, Grayson Vincent D'Artagnan Gnoffo. El 11 de marzo de 2020, nació su hija, Magnolia August.
Jolé es partidaria de la organización sin fines de lucro Forte Animal Rescue. Es una apasionada de los animales y ha adoptado y cuidado a decenas de mascotas sin hogar en los últimos años.

## Filmografía

### Televisión
| Año           | Título                                 | Papel        | Notas                        |
| ------------- | -------------------------------------- | ------------ | ---------------------------- |
| 2014–presente | Little Women: LA                       | Protagonista |                              |
| 2015–presente | Little Women LA: Terra's Little Family | Protagonista |                              |
| 2016          | Dancing with the Stars                 | Concursante  | 9.º eliminada (temporada 23) |

### Películas
| Año  | Título              | Papel   | Notas |
| ---- | ------------------- | ------- | ----- |
| 2001 | My First Day        |         |       |
| 2008 | Midgets vs. Mascots | Midgets |       |
| 2014 | The Hungover Games  | Teddy   |       |

## Libros
- Fierce at Four Foot Two (2017)